# Hetlingen
Hetlingen est une commune allemande du Schleswig-Holstein, située dans l'arrondissement de Pinneberg (Kreis Pinneberg), à six kilomètres au nord-ouest de la ville de Wedel, sur la rive droite de l'Elbe. Hetlingen est l'une des trois communes de l'Amt Haseldorf dont le siège est à Haseldorf.